# Sitall
Sitall (también conocido como Sitall CO-115M o Astrositall) es un material vitrocerámico cristalino con dilatación térmica ultrabaja. Se fabricó originalmente en la antigua Unión Soviética, y se utilizó en la fabricación de los espejos primarios de los telescopios de Maksútov rusos, pero desde la disolución de la URSS su calidad ha disminuido. Tiene un coeficiente de expansión térmica de tan solo 0 ± 1.5×10−7 °C−1, en el rango de temperatura −60 a 60 °C, ubicándolo en un pequeño grupo de materiales transparentes con bajo coeficiente de dilatación térmica como Vycor, Zerodur, Cer-Vit y el cuarzo fundido.
Los materiales de bajo coeficiente de expansión térmica son críticos en la fabricación de elementos ópticos para telescopios. En los telescopios con espejo segmentado, es deseable tener este coeficiente lo más cerca posible de cero y tener un alto grado de homogeneidad en el material. El Gran Telescopio Sudafricano (SALT) seleccionó el Sitall para la fabricación de sus 91 segmentos del espejo primario por parte de la Planta de Vidrio Optico Lytkarino. La elección surgió de la creciente colaboración científica entre Rusia y Sudáfrica desde 1994. El Sitall también se utilizó para los espejos primario y secundario del VLT Survey Telescope.